# 영국유럽항공
영국유럽항공(英國歐洲航空) 또는 BEA(영어: British European Airways)는 1946년에 영국해외항공에서 분리되어 설립된 영국의 항공사로 1974년에 영국해외항공이 재합병되어 지금의 영국항공이 되었다. 주로 런던, 맨체스터, 에든버러, 벨파스트, 글래스고 등 영국의 주요 도시와 유럽, 북아프리카 지역으로 취항했으며 영국 내에서 가장 많은 국내선 노선을 보유했다.

## 역사
1946년 1월 영국해외항공(영어: British Overseas Airways Corporation)의 한 사업부에 속했으나 영국 공군이 영국에서 유럽 대륙으로 운항하는 항공 업무를 인계받았다. 이 사업부는 1946년 8월 민간 항공법에 따라 영국유럽항공회사(영어: British European Airways Corporation)가 되었고 국내 및 유럽 지역에 취항했다.
1947년 2월 레일웨이 에어 서비스(영어: Railway Air Services), 스코틀랜드 항공(영어: Scottish Airways), 하일랜드항공(영어: Highland Airways) 등 여러 항공사가 합병되었다. 그해 9월 키프로스 정부와 민간 투자자들과 협력해 키프로스에 사이프러스 항공(영어: Cyprus Airways)을 설립했다. 1950년대와 1960년대 영국에서 제조한 단거리 및 중거리 전용 항공기를 최초로 구입한 항공사였다. 이 항공사가 구매한 기종 가운데 비커스 바이킹, 비커스 비스카운트, 비커스 밴가드, 호커 사이들리 트리덴트 등이 있었다. 자회사로 BEA 헬리콥터(영어: BEA Helicopters)와 전세기를 운항하는 BEA 에어투어(영어: BEA Airtours)가 있었다. 1974년 3월 영국해외항공과 합병해 영국항공(영어: British Airways)이 설립된다.

## 같이 보기
- 영국의 없어진 항공사 목록